# Dänische Badmintonmeisterschaft 2017
Die Dänische Badmintonmeisterschaft 2017 fand in Aarhus statt. Es war die 87. Austragung der nationalen Titelkämpfe im Badminton in Dänemark.

## Titelträger
| Disziplin    | Gold                               | Silber                              | Bronze                                      |
| ------------ | ---------------------------------- | ----------------------------------- | ------------------------------------------- |
| Herreneinzel | Anders Antonsen                    | Jan Ø. Jørgensen                    | David Kim Kristensen                        |
| Herreneinzel | Anders Antonsen                    | Jan Ø. Jørgensen                    | Hans-Kristian Vittinghus                    |
| Dameneinzel  | Mette Poulsen                      | Line Kjærsfeldt                     | Natalia Koch Rohde                          |
| Dameneinzel  | Mette Poulsen                      | Line Kjærsfeldt                     | Mia Blichfeldt                              |
| Herrendoppel | Frederik Colberg Rasmus Fladberg   | Mathias Christiansen David Daugaard | Kasper Antonsen Lasse Mølhede               |
| Herrendoppel | Frederik Colberg Rasmus Fladberg   | Mathias Christiansen David Daugaard | Mads Conrad-Petersen Mads Pieler Kolding    |
| Damendoppel  | Maiken Fruergaard Sara Thygesen    | Alexandra Bøje Lena Grebak          | Julie Finne-Ipsen Rikke S. Hansen           |
| Damendoppel  | Maiken Fruergaard Sara Thygesen    | Alexandra Bøje Lena Grebak          | Anne Katrine Hansen Marie Louise Steffensen |
| Mixed        | Mathias Christiansen Sara Thygesen | Søren Gravholt Maiken Fruergaard    | Lasse Mølhede Maria Helsbøl                 |
| Mixed        | Mathias Christiansen Sara Thygesen | Søren Gravholt Maiken Fruergaard    | Peter Mørk Line Damkjær Kruse               |